# Adriaen van Ostade

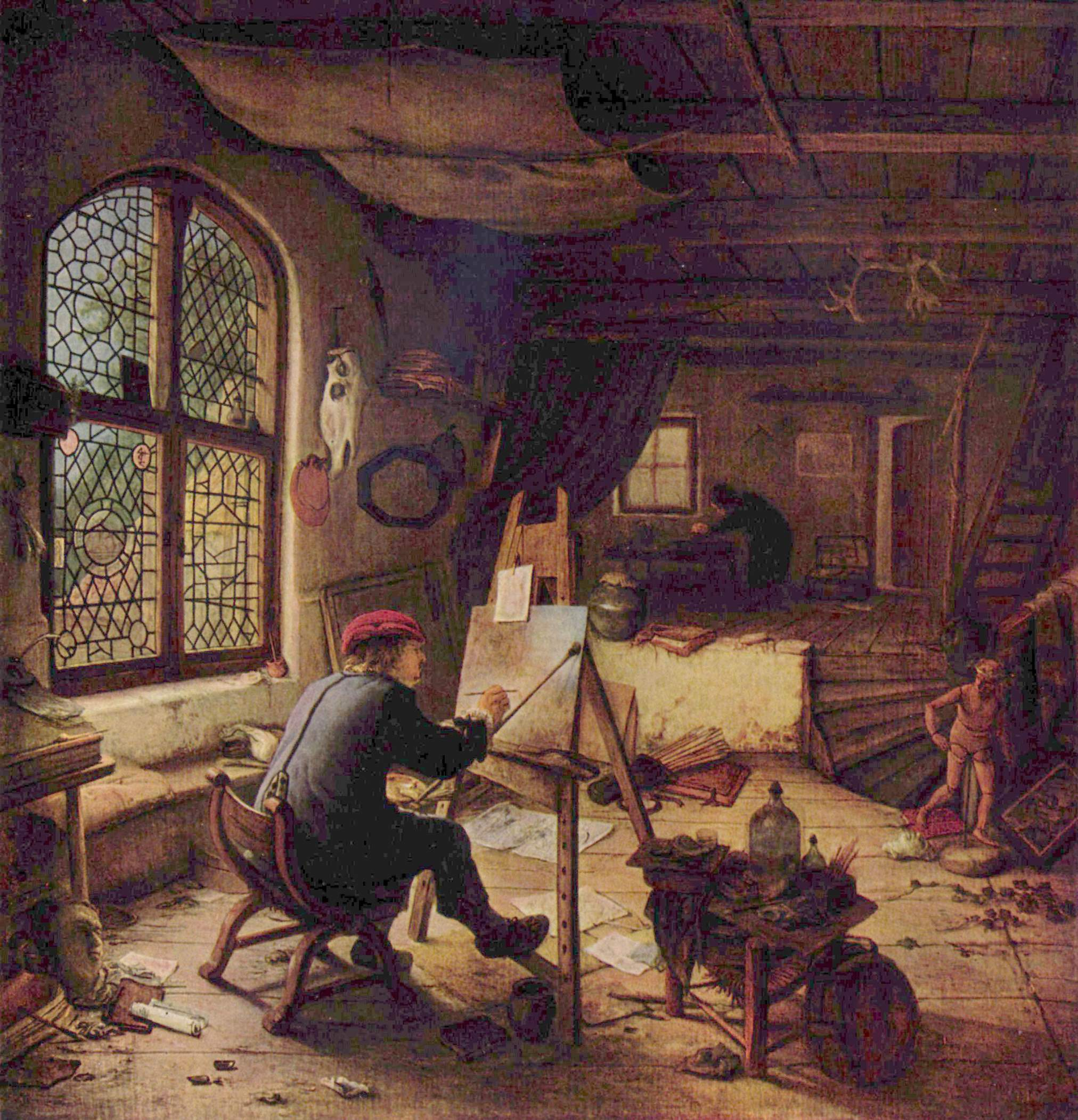
Malarz w swojej pracowni Galeria Obrazów Starych Mistrzów Drezno, 1663

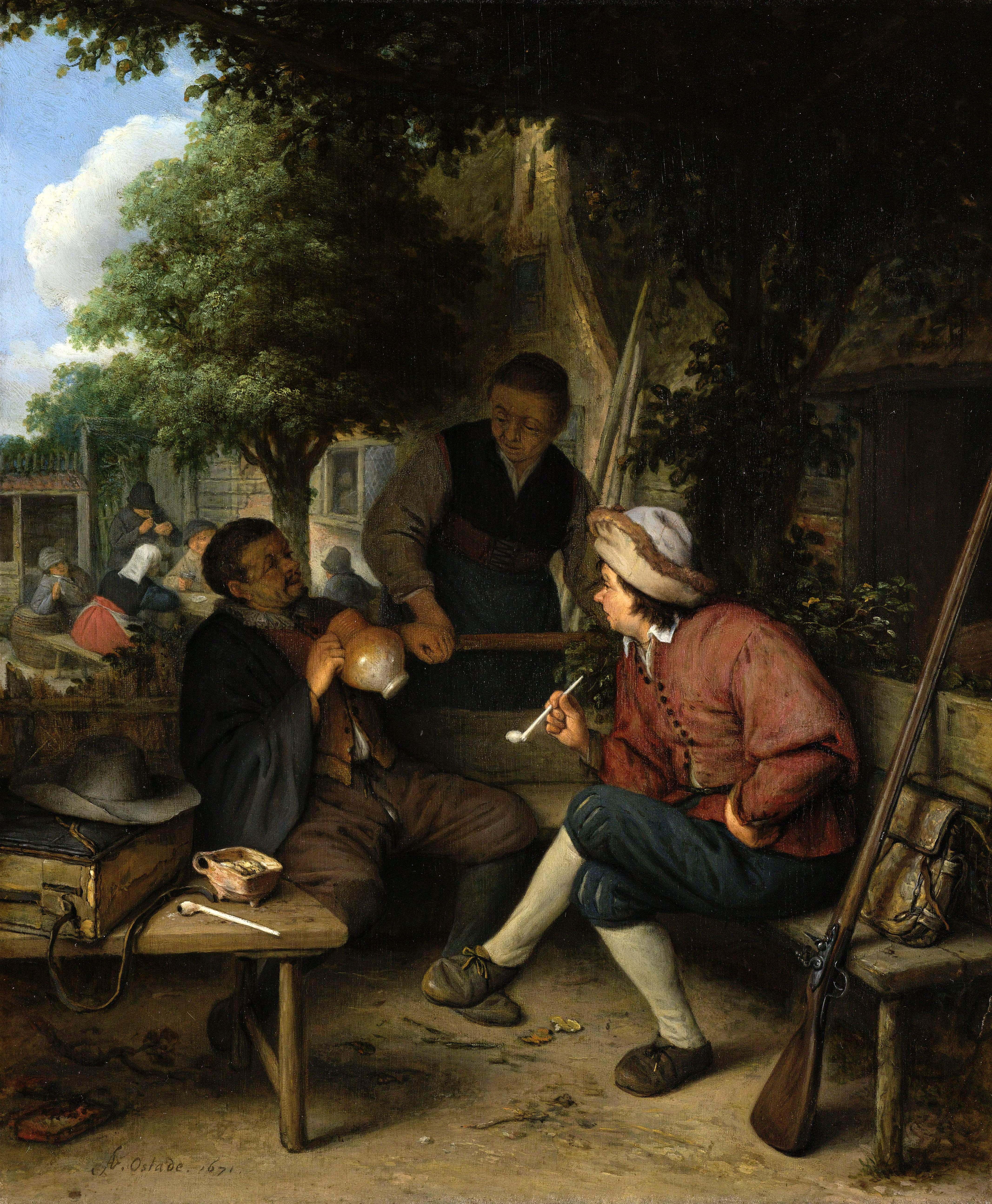
Odpoczynek podróżnych, Rijksmuseum Amsterdam, 1671

Adriaen van Ostade (ur. 10 grudnia 1610 w Haarlemie, zm. 2 maja 1685 tamże) – holenderski malarz, rysownik i akwaforcista, uczeń Fransa Halsa w roku 1627.

## Życiorys
Jego ojciec Jan Hendricx pochodził z miasteczka Ostade niedaleko Eindhoven. Stąd zarówno Adriaen oraz jego młodszy brat Isaack przyjęli taki przydomek. Przed 1634 r. Adriaen van Ostade został członkiem gildii św. Łukasza w Haarlemie, w której był dziekanem w latach 1662–1663. W 1636 r. wstąpił do straży miejskiej. W latach 1638–1640 był żonaty. Drugi raz został wdowcem w 1666 r. 

## Twórczość
Przypisuje się mu blisko 1000 obrazów, na których przedstawiał życie codzienne mieszkańców Holandii. Były to głównie sceny ludowe, najczęściej z życia żebraków, włóczęgów, określane jako gueuseries. Na jego obrazach dominują mistrzowsko i humorystycznie pokazane sceny w chatach chłopskich, szynkach i oberżach. Widzimy palaczy w oparach dymu, pijaków, karciarzy, wiejskich grajków, hulanki, kłótnie i bijatyki.
Po 1650 roku artysta zaczął malować sceny z dużymi postaciami, umieszczonymi często w futrynie okna. Stosował stonowaną kolorystykę, sporadycznie rozjaśnianą występującymi lokalnie plamami ostrzejszych barw. Miał znaczny wpływ na harlemskie malarstwo rodzajowe.

## Wybrane prace
- Chłopi w tawernie, 1635, Stara Pinakoteka, Monachium
- Wnętrze karczmy, 1650, olej na desce, 44 x 35,5 cm, Rijksmuseum, Amsterdam
- Szynk, 1656, Luwr, Paryż
- Alchemik, 1661, National Gallery w Londynie
- Malarz w swojej pracowni, 1663, Galeria Obrazów Starych Mistrzów, Drezno
- Odpoczynek podróżnych, 1671, Amsterdam
- Grajek wiejski, 1673, Haga
- Weseli pijacy, Haga

W Polsce znajduje się siedem obrazów autorstwa Adriaena van Ostade lub jemu przypisywanych:
- Scena rodzajowa we wnętrzu (XVII w.), Muzeum Narodowe w Warszawie[2]
- Popiersie kobiety (XVII w.), Muzeum Narodowe w Warszawie[3]
- Przędząca kobieta przy oknie (XVII w.), Muzeum Narodowe w Warszawie[4]
- Palacze (II poł. XVII w.), Muzeum Narodowe w Warszawie[5]
- Palacz i pijak (ok. 1650), Zamek Królewski w Warszawie[6]
- Lirnik (1637), Muzeum Narodowe w Gdańsku Oddział Sztuki Dawnej[7] (nr inw. MNG/SD/82/ME)
- Chłopi w oberży (ok. 1650) Muzeum Archidiecezjalne w Katowicach